# Packwood (Washington)
Packwood (korábban Sulphur Springs) az Amerikai Egyesült Államok északnyugati részén, Washington állam Skagit megyéjében elhelyezkedő település.
Packwood önkormányzattal nem rendelkező, úgynevezett statisztikai település; a Népszámlálási Hivatal nyilvántartásában szerepel, de közigazgatási feladatait Lewis megye látja el. A 2010. évi népszámlálási adatok alapján 1330 lakosa van.
A helység névadója William Packwood felfedező.

## Éghajlat
| Hónap                                   | Jan.  | Feb.  | Már.  | Ápr. | Máj. | Jún. | Júl. | Aug. | Szep. | Okt. | Nov.  | Dec.  | Év    |
| --------------------------------------- | ----- | ----- | ----- | ---- | ---- | ---- | ---- | ---- | ----- | ---- | ----- | ----- | ----- |
| Rekord max. hőmérséklet (°C)            | 19,0  | 25,0  | 29,0  | 32,0 | 39,0 | 40,0 | 42,0 | 41,0 | 41,0  | 36,0 | 24,0  | 17,0  | 42,0  |
| Átlagos max. hőmérséklet (°C)           | 6,1   | 8,9   | 11,4  | 15,0 | 19,1 | 22,0 | 26,0 | 26,2 | 23,3  | 16,6 | 9,1   | 5,7   | 15,8  |
| Átlagos min. hőmérséklet (°C)           | −1,5  | −0,8  | 0,4   | 2,5  | 5,4  | 8,6  | 11,0 | 10,4 | 7,1   | 3,6  | 0,7   | −1,2  | 3,9   |
| Rekord min. hőmérséklet (°C)            | −23,0 | −19,0 | −17,0 | −7,0 | −7,0 | −3,0 | −2,0 | −2,0 | −5,0  | −8,0 | −19,0 | −22,0 | −23,0 |
| Átl. csapadékmennyiség (mm)             | 229   | 150   | 135   | 86   | 65   | 53   | 18   | 27   | 57    | 124  | 225   | 230   | 1399  |
| Forrás: Western Regional Climate Center |       |       |       |      |      |      |      |      |       |      |       |       |       |

## Közlekedés
A Packwoodi repülőtér a U.S. Route 12-től nyugatra fekszik. A L.E.W.I.S. Mountain Highway Transit Centraliába és Chehalisba indít autóbusz-járatokat.

## Fordítás
- Ez a szócikk részben vagy egészben  a   Packwood, Washington című angol Wikipédia-szócikk ezen változatának fordításán alapul.  Az eredeti cikk szerkesztőit annak laptörténete sorolja fel. Ez a jelzés csupán a megfogalmazás eredetét és a szerzői jogokat jelzi, nem szolgál a cikkben szereplő információk forrásmegjelöléseként.